# Apostolisches Vikariat Napo
Das Apostolische Vikariat Napo (lateinisch Vicariatus Apostolicus Napensis, spanisch Vicariato Apostólico de Napo) ist ein in Ecuador gelegenes römisch-katholisches Apostolisches Vikariat mit Sitz in Tena.

## Geschichte
Das Apostolische Vikariat Napo wurde am 7. Februar 1871 durch Papst Pius IX. aus Gebietsabtretungen des Erzbistums Quito errichtet. Am 4. Oktober 1886 gab das Apostolische Vikariat Napo Teile seines Territoriums zur Gründung der Apostolischen Präfektur Canelos e Macas ab. Weitere Gebietsabtretungen erfolgten am 17. Februar 1893 zur Gründung der Apostolischen Vikariate Méndez y Gualaquiza und Zamora. Das Apostolische Vikariat Napo gab am 16. April 1924 Teile seines Territoriums zur Gründung der Apostolischen Präfektur San Miguel de Sucumbíos ab. Eine weitere Gebietsabtretung erfolgte am 16. November 1953 zur Gründung der Apostolischen Präfektur Aguarico.

## Apostolische Vikare von Napo
- Emilio Cecco CSJ, 1931–1937
- Giorgio Rossi CSJ, 1938–1941
- Maximiliano Spiller CSJ, 1941–1978
- Julio Parise Loro CSJ, 1978–1996
- Paolo Mietto CSJ, 1996–2010
- Celmo Lazzari CSJ, 2010–2013, dann Apostolischer Vikar von San Miguel de Sucumbíos
- Adelio Pasqualotto CSJ, 2014–2023
- Celmo Lazzari CSJ, seit 2024